# Gunilla Nyroos
Gunilla Birgitta Nyroos, född 7 oktober 1945 i Vasa, Finland, är en svensk skådespelare och regissör.

## Bakgrund och teater
Gunilla Nyroos föddes i Finland med en svensk mor och en finländsk far och flyttade som barn med dem till Stockholm, där hennes teaterintresse väcktes under skolgången i Engelbrekts folkskola och vidareutvecklades senare genom en kurs på Borgarskolan, statistarbete på Dramaten och privata lektioner för Sif Ruud. Efter en kringflackande uppväxt i bostadsbrist och ständigt kringflyttande och diverse arbeten i butik och vid Postgirot kom hon in och utbildade sig vid Statens scenskola i Göteborg 1966–1969, varefter hon arbetade på Folkteatern i Göteborg 1969–1986, där hennes blivande make och långvariga samarbetspartner, Lennart Hjulström, sedermera kom att bli chef från 1976. De två gjorde åtskilliga produktioner tillsammans.
År 1986 återvände hon till Stockholm och var bland annat delaktig i satsningen på Folkteatern Sverige vid Riksteaterns Södra teatern innan hon 1994 blev engagerad vid Dramaten, varvat med arbete på bland annat Stockholms stadsteater. Hon har också regisserat ett antal uppsättningar på bland annat Dramaten, Stockholms stadsteater, Riksteatern och Teater Giljotin.
Hösten 2008 medverkade hon i pjäsen Blommor av stål på Vasateatern i Stockholm tillsammans med Pernilla August, Suzanne Reuter, Melinda Kinnaman, Cecilia Nilsson och Linda Ulvaeus.
Under 2013 spelade hon rollen som Silda Grauman i pjäsen Other Desert Cities – Andra ökenstäder på Dramaten i Stockholm tillsammans med Marie Göranzon, Reuben Sallmander, Ingela Olsson och Hans Klinga.

## Film och TV
1966 filmdebuterade Nyroos i Staffan Westerbergs TV-film Clownen Beppo och gick vidare på 1970-talet med det som kom att bli hennes mest välkända roll som Lillemor Andersson i den långvariga TV-serien Hem till byn (1971–2006), filmen Om 7 flickor (1973), Lennart Hjulströms TV-serie Gyllene år, den folkkära serien Raskens och filmer av Janne Halldoff med flera, innan hon gjorde den uppmärksammade huvudrollen som matematikern Sofia Kovalevskaja i makens Berget på månens baksida (1983), för vilken hon bland annat fick en Guldbagge 1984. 
Med roller som Moa Martinson i filmen Moa (1986) (hon tilldelades Moa-priset 2008), den kunskapstörstande hårfrisörskan Rita i Timmarna med Rita (1985/1988), och monologen Shirley Valentine (1989), samt serier som Träpatronerna (1984 och 1988), Tre kärlekar (1989–1991) och Den goda viljan (1992) och ett flertal framträdande rolltolkningar i TV-teatern och på scen har hon etablerat sig som en av landets mest framstående skådespelerskor, ofta i sammanhang med ett socialt engagemang och arbetarskildring.  
Även för rollerna i filmerna Rusar i hans famn (1996) och Nina Frisk (2007) blev hon Guldbagge-nominerad som Bästa skådespelerska/biroll. Hon medverkade också i den sovjetiska filmen Mio min Mio (1987). År 1998 tilldelades hon priset Guldtackan för sina positiva kvinnoroller genom åren.

## Filmografi i urval
- 1966 – Clownen Beppo (TV)
- 1970 – Sonja (TV-serie)
- 1971-2006 – Hem till byn (TV-serie)
- 1974 – Förr visste jag precis (TV-serie)
- 1974 – Albert & Herbert (TV-serie) (Roll som Greta Johansson i avsnittet ”Tillökning i familjen”.)
- 1973 – Om 7 flickor
- 1975 – Gyllene år (TV-serie)
- 1976 – Raskens (TV-serie)
- 1976 – A.P. Rosell, bankdirektör (TV-serie)
- 1976+1981 – Fleksnes fataliteter (TV)
- 1976 – Polare
- 1977 – Jack
- 1980 – Bröllop med förhinder (TV-serie)
- 1980 – Innan vintern kommer (TV-serie)
- 1981 – Kallocain (TV-serie)
- 1981 – Hundarnas morgon
- 1982 – Flickan som inte kunde säga nej
- 1982 – Time Out (TV-serie)
- 1982 – Flygande service (TV-serie)
- 1983 – Berget på månens baksida
- 1983 – Vid din sida (TV-serie)
- 1984 – Tryggare kan ingen vara ... (TV-serie)
- 1984+1988 – Träpatronerna (TV-serie)
- 1986 – Moa
- 1986 – Prinsessan av Babylonien (TV)
- 1987 – Mio min Mio
- 1987 – Komedianter (TV-teater)
- 1987 – Undanflykten
- 1987 – Nionde kompaniet
- 1988 – Måsen (TV-teater)
- 1988 – Timmarna med Rita (TV-teater)
- 1989-1991 – Tre kärlekar (TV-serie)
- 1991 – Guldburen (TV-serie)
- 1992 – Kejsarn av Portugallien
- 1996 – Den goda viljan (TV-serie)
- 1996 – Rusar i hans famn
- 1998 – Den tatuerade änkan (TV-serie)
- 1998 – Ivar Kreuger (TV-serie)
- 2000 – Brottsvåg (TV-serie)
- 2001 – Fru Marianne (TV-serie)
- 2001 – Reparation
- 2003 – Talismanen (TV-serie)
- 2003 – Solbacken: Avd. E (TV-serie)
- 2003 – Spaden
- 2007 – Nina Frisk
- 2008 – Bang och världshistorien
- 2010 – Maria Wern - Stum sitter guden (TV-serie)
- 2010 – Sissela och dödssynderna (TV-serie)
- 2013 – Känn ingen sorg
- 2014 – Hallåhallå
- 2015 – Beck – Sjukhusmorden
- 2016 – Tjuvjägaren
- 2018 – Sune vs Sune
- 2020 – Sjölyckan (TV-serie)

## Teater

### Roller (ej komplett)
| År   | Roll                                 | Produktion                          | Regi              | Teater                   |
| ---- | ------------------------------------ | ----------------------------------- | ----------------- | ------------------------ |
| 1996 | Medverkande                          | Kabaré… tre år kvar…                | Lennart Hjulström | Dramaten                 |
| 1997 | Sue Bayliss                          | Alla mina söner Arthur Miller       | Björn Melander    | Dramaten                 |
| 2004 | Ljubov Andrejevna                    | Körsbärsträdgården Anton Tjechov    | Lennart Hjulström | Stockholms stadsteater   |
| 2005 | Katarina Stenbock Jöran Perssons mor | Erik XIV August Strindberg          | Lennart Hjulström | Stockholms stadsteater   |
| 2008 | Laurentius Andreæ fru Kristina       | Mäster Olof August Strindberg       | Lennart Hjulström | Stockholms stadsteater   |
| 2012 | Fröken Vega Biskopens mor            | Fanny och Alexander Ingmar Bergman  | Stefan Larsson    | Dramaten                 |
| 2013 | Silda Grauman                        | Other desert cities Jon Robin Baitz | Stefan Larsson    | Dramaten                 |
| 2014 | Queen Margaret                       | Rickard III William Shakespeare     | Stefan Larsson    | Dramaten                 |
| 2016 | Medverkande                          | Medan vi väntar Per Naroskin        | Fredrik Meyer     | Kulturhuset Stadsteatern |